# Lorenzo Ausilia-Foret
Lorenzo Ausilia-Foret, né le 17 décembre 1999 à Cassis, est un acteur français.

## Filmographie

### Cinéma
- 2008 : Bienvenue chez les Ch'tis de Dany Boon : Raphaël

### Télévision
- 2006 : Le Maître qui laissait les enfants rêver : Ninio
- 2007 : Ondes de choc de Laurent Carcélès : Ruben